# Fréteval
Fréteval – miejscowość i gmina we Francji, w Regionie Centralnym, w departamencie Loir-et-Cher.
Według danych na rok 1990 gminę zamieszkiwało 848 osób, a gęstość zaludnienia wynosiła 41 osób/km² (wśród 1842 gmin Centre, Fréteval plasuje się na 470. miejscu pod względem liczby ludności, natomiast pod względem powierzchni na miejscu 637.).